# Viktor Menzel
Johannes Karl Viktor Menzel (* 15. September 1865 in Ratibor, Provinz Schlesien; † 19. Januar 1938 in Berlin) war ein deutscher Historiker, Lehrer und Schriftsteller.

## Leben
Sein Vater Carl Friedrich Menzel war Oberlehrer am Königlichen Evangelischen Gymnasium in Ratibor. Viktor Menzel legte die Reifeprüfung in Inowrazlaw, Provinz Posen ab und erhielt am 12. März 1883 das Reifezeugnis. Danach war er seit dem Jahr 1890 als Lehrer in Neu Ruppin und  Gymnasialprofessor am Kaiserin-Augusta-Gymnasium in Berlin-Charlottenburg angestellt. Neben historischen Fachabhandlungen veröffentlichte er einen Roman, die in mehreren Auflagen erschienene Erzählung „Schwurbrüder“ und Gedichte.

## Werke
- Die Entstehung des Lehnswesens. Wiegandt & Schotte,  Berlin 1890. - / - Nachdruck: BiblioLife-Bibliobazaar, Charleston 2009, ISBN 978-1-110-71934-1.
- Deutsches Gesandtschaftswesen im Mittelalter. Hahnsche Buchhandlung, Hannover 1892. - / - Nachdruck: EHV-History, Bremen 2013, ISBN 3-95564-322-0.
- Sarmatenweisen. Vier Abschnitte: Edgar Pierson’s Verlag, Dresden 1904.
  - 1. Lieder aus der Steppe und Kosakenleben.
  - 2. Balladen.
  - 3. Vermischtes.
  - 4. Bearbeitungen und Übersetzungen slawischer Volkslieder.
- Ewige Wahrheit. Duncker, Berlin 1905.
- Moderne Lieder eines Unmodernen. Edgar Pierson’s Verlag, Dresden 1905.
- Schwurbrüder. Reutlingen 1913.
- Die Wataga. Ein Steppenroman aus der Ukrainerzeit, mit Bildern R. Trache. Reutlingen 1921.
- Erdeni. Erzählung aus der Geschichte des Ostens von Viktor Menzel. In: Deutsche Romanzeitung. Otto Janke, Berlin 1922.